# Loreglia

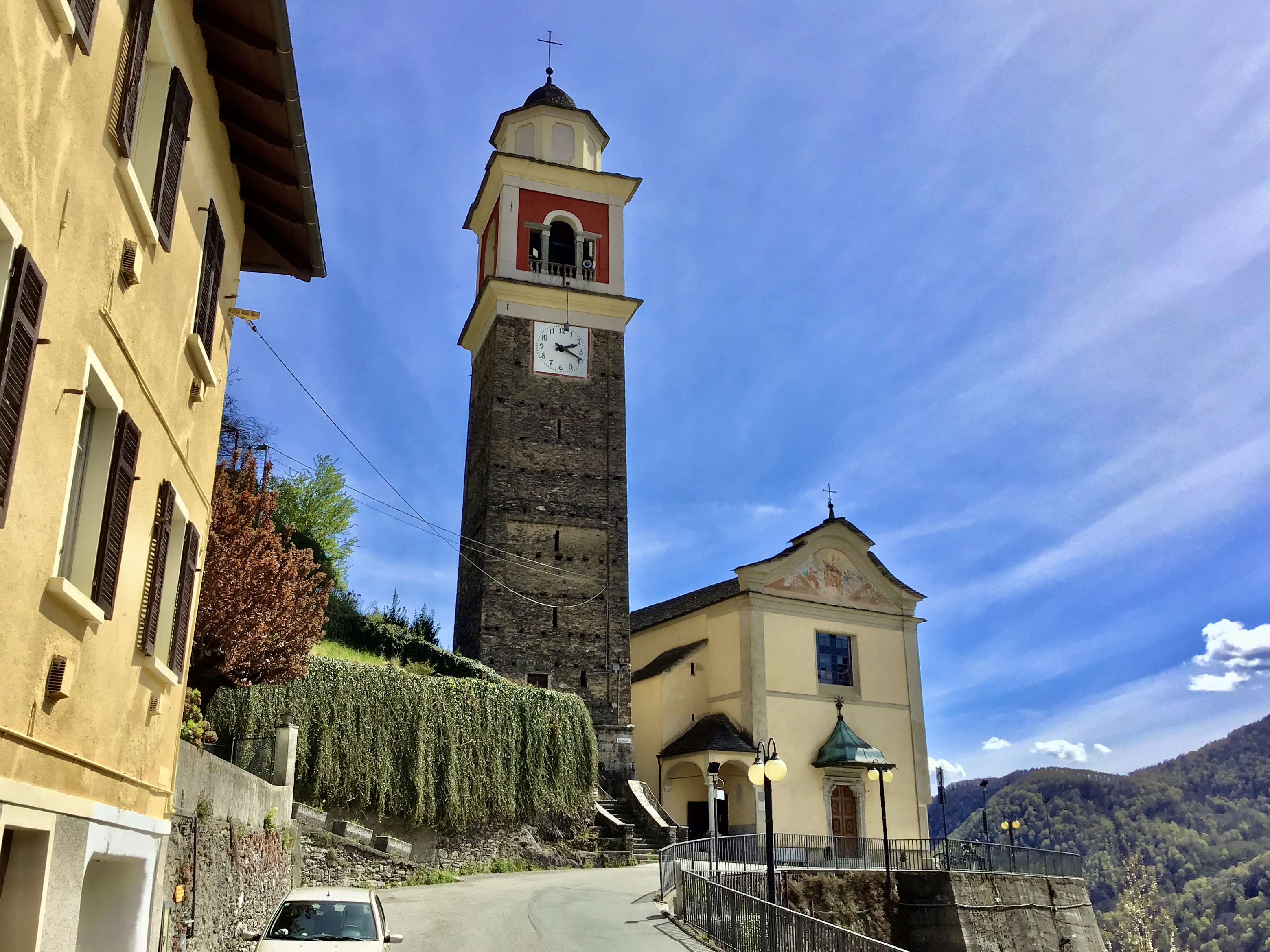
Il Santuario di San Gottardo

Loreglia (Luréia in piemontese, nel dialetto locale e in lombardo) è un comune italiano di 204 abitanti della provincia del Verbano-Cusio-Ossola, posto all'inizio della Valle Strona.

## Comunità montane
Loreglia ha fatto parte della Comunità Montana dello Strona e Basso Toce sino al 2010, quando è confluito nella neonata Comunità montana Due Laghi, Cusio Mottarone e Val Strona, anch'essa in seguito soppressa.
Ora fa parte dell'unione montana della Valle Strona e delle Quarne e aderisce all'Ecomuseo del Lago d'Orta e Mottarone.

## Società

### Evoluzione demografica
Abitanti censiti